# مشکنار
مشکنار، روستایی از توابع دهستان قلعه شاهین بخش قلعه شاهین شهرستان سرپل ذهاب در استان کرمانشاه ایران است.

## جمعیت
این روستا در دهستان قلعه شاهین قرار دارد و براساس سرشماری مرکز آمار ایران در سال ۱۳۸۵، جمعیت آن ۳۹۳ نفر (۸۹خانوار) بوده‌است.